# Duke Ellington's Sacred Concerts

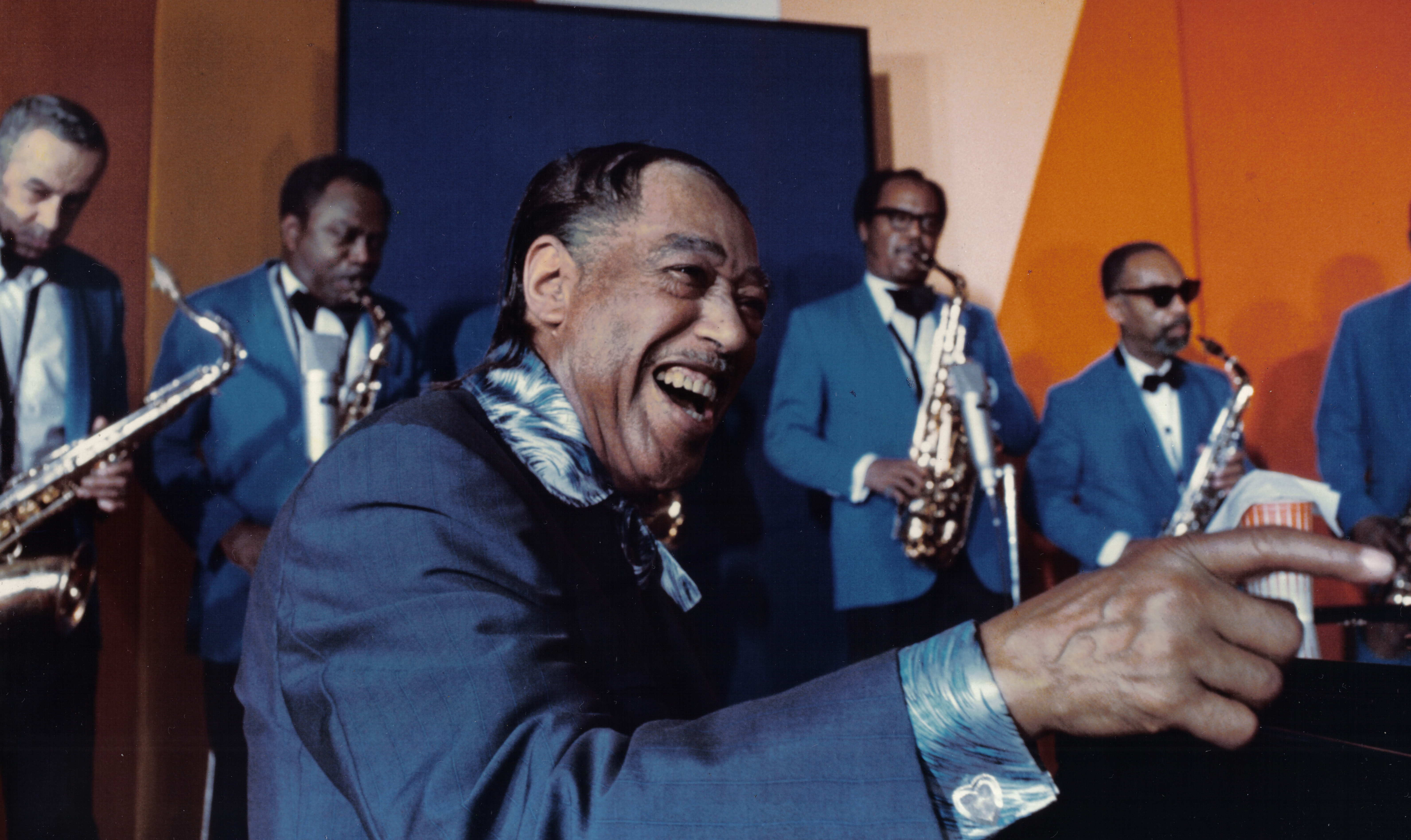
Duke Ellington en 1971 par Louis Panassié.

Les Duke Ellington's Sacred Concerts sont trois suites de musique religieuse écrites pour big band, solistes (chant et instrumentaux), chœur gospel et tap dancers, écrites et enregistrées par le pianiste, compositeur et leader de big band américain Duke Ellington dans dix les dernières années de sa vie.
Ces suites sont :
- 1965 : A Concert of Sacred Music ;
- 1968 : Second Sacred Concert ;
- 1973 : Third Sacred Concert.

Pour Ellington, ces concerts représentent « la chose la plus importante [qu'il ait] jamais faite. »

## Description
L'intention d'Ellington n'était pas d'écrire une messe. Les pièces sont constituées de chansons et de suites, basées sur des textes d'Ellington. On y trouve des influences de gospel et de musique religieuse européenne combinées avec le style d'Ellington. Ellington a déclaré, en référence à ces compositions, que « Chacun prie dans son propre langage ».
C'est une musique à la fois « sérieuse » et empreinte de swing.
L'idée de ces concerts est venue à Elligton pendant le Mouvement des droits civiques aux États-Unis dans les années 1960.
À cause de l'ampleur de la musique et du grand nombre de musiciens requis, cette musique est rarement jouée aujourd'hui. Le Laurent Mignard Duke Orchestra, consacré à la musique de Duke Ellington, a joué les Sacred Concerts lors d'une série de concerts dans des cathédrales en France. Un CD a été publié en 2014.

## Concert of Sacred Music(1965)
Albums de Duke Ellington
Ella at Duke's Place
(1965) The Stockholm Concert, 1966
(1966)
Concert of Sacred Music est édité en 1965 par RCA Records.
Le révérend John S. Yaryan a proposé à Duke Ellington de jouer dans la Grace Cathedral de San Francisco, dont la construction fut terminée en 1965. Le concert d'Ellington s'inscrivait dans une série d'évènements culturels fêtant l'achèvement de la cathédrale.
Le premier concert fut donné le 16 septembre 1965, et fut diffusé à la télévision. Le disque fut enregistré durant deux concerts donnés à la Fifth Avenue Presbyterian Church de New York le 26 décembre 1965. Ce concert est le seul des trois à comprendre de la musique composée précédemment (New World A-Commin, Come Sunday et Heritage (My Mother, My Father)).
Le morceau In the Beginning God a reçu le Grammy Award de la meilleure composition inédite de jazz en 1967.

### Liste des pistes
Toute la musique est composée par Duke Ellington.
| No  | Titre                                           | Durée |
| --- | ----------------------------------------------- | ----- |
| 1.  | In the Beginning God                            | 19:36 |
| 2.  | Will You Be There?                              | 1:23  |
| 3.  | Ninety Nine Percent                             | 2:23  |
| 4.  | Ain't But the One                               | 3:31  |
| 5.  | New World a'Coming                              | 9:56  |
| 6.  | In the Beginning, God II                        | 4:31  |
| 7.  | Heritage                                        | 3:42  |
| 8.  | The Lord's Prayer                               | 3:16  |
| 9.  | Come Sunday                                     | 5:30  |
| 10. | David Danced Before the Lord With All His Might | 9:00  |
| 11. | The Lord's Prayer II                            | 4:56  |

### Personnel
- Duke Ellington : piano
- Cat Anderson, Mercer Ellington, Herb Jones, Cootie Williams : trompette
- Lawrence Brown, Buster Cooper, Quentin Jackson : trombone
- Chuck Connors : trombone basse
- Russell Procope, Jimmy Hamilton : saxophone alto, clarinette
- Johnny Hodges : saxophone alto
- Paul Gonsalves : saxophone ténor
- Harry Carney : saxophone baryton
- John Lamb (en) : contrebasse
- Louie Bellson : batterie
- Brock Peters, Ester Marrow, Jimmy McPhail : chant
- The Herman McCoy Choir : chœurs
- Bunny Briggs : tapdancing (piste 10)

## Second Sacred Concert(1968)
Albums de Duke Ellington
Yale Concert
(1968) Studio Sessions New York, 1968
(1968)
Second Sacred Concert est édité en 1970 par Fantasy.
La première de ce concert a été donnée à la Cathédrale Saint-Jean le Théologien de New York le 19 janvier 1968. l'enregistrement a été réalisé trois jours plus tard en studio à New York.

### Liste des pistes
Toute la musique est composée par Duke Ellington.
| No  | Titre                                                                                                  | Durée |
| --- | --- | ----- |
| 1.  | Praise God                                                                                             | 3:09  |
| 2.  | Supreme Being                                                                                          | 11:45 |
| 3.  | Heaven                                                                                                 | 4:25  |
| 4.  | Something 'Bout Believing                                                                              | 8:12  |
| 5.  | Almighty God                                                                                           | 6:32  |
| 6.  | The Shepherd (Who Watches over the Flock)                                                              | 7:10  |
| 7.  | It's Freedom                                                                                           | 13:00 |
| 8.  | Meditation                                                                                             | 3:10  |
| 9.  | The Biggest and Busiest Intersection                                                                   | 3:57  |
| 10. | T.G.T.T. (Too Good to Title)                                                                           | 2:25  |
| 11. | Don't Get Down On Your Knees To Pray Until You Have Forgiven Everyone (Ne figure pas sur l'édition CD) | 5:13  |
| 12. | Father Forgive (Ne figure pas sur l'édition CD)                                                        | 2:49  |
| 13. | Praise God And Dance                                                                                   | 10:49 |

### Personnel
- Duke Ellington : piano, narration
- Cat Anderson, Mercer Ellington, Money Johnson, Herb Jones, Cootie Williams : trompette
- Lawrence Brown, Buster Cooper, Quentin Jackson : trombone
- Chuck Connors : trombone basse
- Russell Procope : saxophone alto, clarinette
- Johnny Hodges : saxophone alto
- Jimmy Hamilton : clarinette, saxophone ténor
- Paul Gonsalves : saxophone ténor
- Harry Carney : saxophone baryton
- Jeff Castleman : contrebasse
- Sam Woodyard, Steve Little : batterie
- Alice Babs, Devonne Gardner, Trish Turner, Roscoe Gill : chant
- The AME Mother Zion Church Choir, Choirs Of St Hilda's and St. Hugh's School, Central Connecticut State College Singers, The Frank Parker Singers : chœurs

## Third Sacred Concert(1975)
Albums de Duke Ellington
It Don't Mean a Thing If It Ain't Got That Swing
(1973) Eastbourne Performance
(1973)
Third Sacred Concert est édité en 1975 par RCA Records.
Ce concert est construit autour d'Alice Babs, d'Harry Carney et de Duke Ellington lui-même (au piano). La première du concert a eu lieu le 24 octobre 1973 à l'Abbaye de Westminster à Londres.
Ellington meurt peu de temps après ce concert, le 24 mai 1974).

### Liste des pistes
Toute la musique est composée par Duke Ellington.
| No  | Titre                                          | Durée |
| --- | ---------------------------------------------- | ----- |
| 1.  | Introduction By Sir Colin Crowe                | 1:28  |
| 2.  | Duke Ellington's Introduction                  | 1:26  |
| 3.  | The Lord's Prayer: My Love                     | 7:49  |
| 4.  | Is God A Three-Letter Word For Love? (Part I)  | 4:27  |
| 5.  | Is God A Three-Letter Word For Love? (Part II) | 3:46  |
| 6.  | The Brotherhood                                | 5:46  |
| 7.  | Hallelujah                                     | 3:32  |
| 8.  | Every Man Prays In His Own Language            | 11:10 |
| 9.  | Ain't Nobody Nowhere Nothin' Without God       | 4:20  |
| 10. | The Majesty Of God                             | 7:27  |

### Personnel
- Duke Ellington : piano, narration

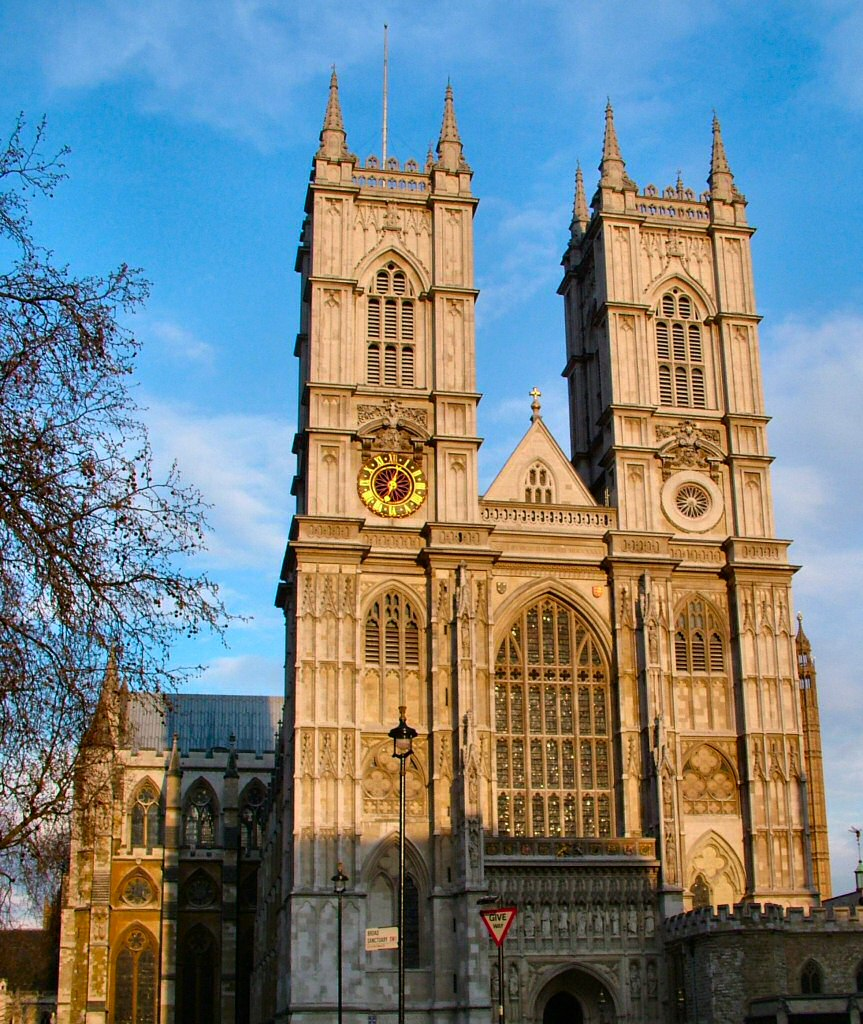
L'Abbaye de Westminster (portail ouest).

- Johnny Coles, Mercer Ellington, Barrie Lee Hall, Money Johnson : trompette
- Art Baron, Vince Prudente : trombone
- Chuck Connors : trombone basse
- Harold Minerve : saxophone alto, flute
- Russell Procope : saxophone alto
- Harold Ashby : clarinette, saxophone ténor
- Percy Marion : saxophone ténor
- Harry Carney : saxophone baryton, clarinette, clarinette basse
- Joe Benjamin : contrebasse
- Quentin White : batterie
- Alice Babs, Tony Watkins : chant
- John Alldis Choir : chœurs